# Кагульский обелиск
Кагу́льский (Румя́нцевский) обели́ск — памятник в Екатерининском парке Царского Села. Установлен в честь победы русских войск под командованием графа П. А. Румянцева над турецкими в сражении при Кагуле 21 июля (1 августа) 1770 года, во время русско-турецкой войны 1768—1774 годов. Представляет собой простой мраморный обелиск с бронзовой доской, содержащей памятную надпись. Сооружён недалеко от Большого Екатерининского дворца по проекту итальянского архитектора Антонио Ринальди в 1771—1772 годах.
Памятник является одним из целого ряда воинских мемориалов Екатерининского парка, появившихся здесь в 1770-х годах и связанных с русско-турецкой войной. Объект культурного наследия России федерального значения в категории памятников градостроительства и архитектуры.

## История
21 июля (1 августа) 1770 года в ходе русско-турецкой войны 1768—1774 годов произошло сражение при Кагуле, в котором русская армия П. А. Румянцева одержала победу над многократно превосходящими силами турок. В 1771—1772 годах в Екатерининском парке Царского Села в честь этого военного триумфа был установлен обелиск. Гораздо позже, в XIX веке, на самом поле сражения (на юге современной Молдовы) был сооружён другой памятник битве. Ещё один обелиск в память военных заслуг Румянцева впоследствии был возведён в Санкт-Петербурге — это Румянцевский обелиск, ныне стоящий на Румянцевской площади.
Автором проекта царскосельского памятника выступил, как считается, итальянский архитектор Антонио Ринальди. Обелиск был изготовлен в Конторе строения Исаакиевского собора и поставлен в декабре 1771 года. Общая его высота, вместе с пьедесталом, составила 5 саженей.
Монумент появился в Екатерининском парке в тот период, когда усилиями архитектора В. И. Неелова и садового мастера И. Буша создавалась его пейзажная часть на участке между Подкапризовой дорогой и Рамповой аллеей. Пологий склон холма к югу от Большого Екатерининского дворца было решено оставить открытым, и памятник, таким образом, оказался в центре широкого зелёного луга, поднимающегося по скату холма. Этот луг, устроенный в 1771 году, назывался Большим, или Большим английским, лугом и протянулся на расстояние более 200 метров, с дорожками по сторонам. И. Ф. Яковкин писал в 1830 году в своём путеводителе по Царскому Селу, что подходить к обелиску, стоящему посреди луга, запрещено, «чтобы не топтать дёрна».
Главный вход во дворец на момент установки памятника располагался как раз с южной стороны, поскольку именно в этой части дворца до 1780 года находилась Парадная лестница. Поставленный невдалеке от входа, Кагульский обелиск в результате приобретал особое значение среди прочих символических объектов императорской резиденции. В 1779—1785 годах, после переноса Парадной лестницы в середину здания, к Екатерининскому дворцу с юга был пристроен так называемый Зубовский корпус (по имени фаворита Екатерины II П. А. Зубова). Таким образом, с этого момента памятник находился в том районе парка, который непосредственно прилегал к личным покоям Екатерины, размещавшимся на втором этаже Зубовского флигеля. Из окон корпуса были хорошо видны и Кагульский обелиск, и распланированные за Большим лугом Верхние пруды со свободным рисунком берегов, соединявшие их каналы с извилистым руслом. Создавалась иллюзия естественно текущей реки, что, возможно, было отсылкой к реке Кагул. Этот вид во второй половине XVIII века был одной из самых эффектных перспектив пейзажной части парка.
В Царском Селе в 1770-х годах появилась целая группа мемориальных объектов, связанных с событиями русско-турецкой войны 1768—1774 годов, многие из которых с разной степенью уверенности относятся исследователями к творениям А. Ринальди. Кроме Кагульского обелиска, это Чесменская колонна, поставленная в честь победы над турецким флотом в Чесменском сражении; Морейская колонна — монумент в память о военных действиях на полуострове Морея; Крымская колонна — мемориал в память о покорении Крыма в годы войны и последовавшем затем присоединении полуострова к Российской империи; Башня-руина архитектора Ю. М. Фельтена, построенная после первых побед над турками в начале войны; Красный (Турецкий) каскад на Верхних прудах (авторы — В. И. Неелов и инженер И. К. Герард); утраченный Tурецкий киоск, построенный по проекту И. В. Неелова на острове посреди Верхних прудов в связи с дипломатическими успехами князя Н. В. Репнина в Османской империи.
Все эти объекты, по оценке искусствоведа А. Н. Петрова, составили в парке своего рода «Турецкий комплекс» сооружений. Императрица Екатерина так писала Вольтеру в августе 1771 года о них и о Кагульском обелиске в частности:
«Когда война сия (турецкая) продолжится, то Царскосельский мой сад будет походить на игрушечку — после каждого славного воинского деяния воздвигается в нём приличный памятник. Битва при Кагуле, на которой 17 тысяч воинов побили 150 тысяч, возродила в нём Обелиск с надписью, означающей только происшествие и военачальниково имя».
Кагульский обелиск также именуется Румянцевским — в честь П. А. Румянцева, командующего русскими войсками в сражении. Копия Кагульского обелиска, изготовленная в Петербурге по заказу Екатерины II, была подарена ею графу П. Б. Шереметеву, принимавшему императрицу в Москве в 1785 году, во время торжеств по случаю десятилетнего юбилея Кючук-Кайнарджийского мира 1774 года, завершившего войну с турками. Этот обелиск стал подарком к завершению пребывания графа на выборной должности предводителя дворянства Московской губернии и был установлен в его подмосковной усадьбе Кусково в 1786 году.
В 1855 году прилегающую к Екатерининскому дворцу часть Большого луга было решено закрыть для публики. В следующем году она была огорожена невысокой чугунной решёткой с тремя воротами по проекту А. Ф. Видова, возник так называемый Собственный садик, предназначенный для членов царской семьи и приближённых к ней лиц, — в Зубовском корпусе, выходившем в садик, располагались на тот момент личные комнаты императора Александра II и императрицы Марии Александровны. В 1865 году Видовым по распоряжению императора был составлен проект планировки Собственного садика. В ходе его реализации в 1866 году здесь была выстроена ограждавшая сад открытая веранда «в итальянском стиле» — пергола, изготовленная из бременского песчаника на Петергофской гранильной фабрике. Она закрыла вид от дворца на Кагульский обелиск и зелёный луг за ним и визуально разделила Большой луг на две части. Таким образом, роль обелиска как локальной доминанты парка перед Зубовским корпусом была нивелирована, одна из лучших перспектив пейзажного парка в Царском Селе оказалась утрачена.
После Великой Отечественной войны Кагульский обелиск, вместе с Морейской колонной, был отреставрирован одним из первых среди объектов Екатерининского парка. Его реставрация была завершена уже в 1949 году, к 150-летию со дня рождения А. С. Пушкина. В 2001 году Правительство Российской Федерации внесло монумент в перечень объектов исторического и культурного наследия федерального значения.

## Описание
Кагульский обелиск располагается к западу от Пандуса Камероновой галереи, у западной границы Собственного садика. В группе деревьев, которая ограничивает Большой луг с другой стороны, у Верхних прудов, возвышается памятник А. Д. Ланскому. Он находится на одной оси с обелиском. По мнению советского исследователя творчества А. Ринальди Д. А. Кючарианц, эти два монумента представляют такую же визуальную пару, как и Чесменская и Морейская ростральные колонны. Обелиск стоит в центре небольшой площадки, окружённой гранитными столбиками круглого сечения, которые соединены металлическими цепями.
Памятник оформлен в стиле классицизма. Он покоится на трёхступенчатом стилобате. На цоколе установлен пьедестал — квадратный в плане, с прямоугольными филёнками по четырём сторонам, с профилированным карнизом в верхней части. В филёнке с северной стороны обелиска, обращённой к Зубовскому корпусу дворца, помещена бронзовая доска со следующей надписью:
«Въ память побѣды при рѣкѣ Кагулѣ въ Молдавiи iюля 21 дня 1770 года предводительствомъ генерала графа Петра Румянцова Россiйское воинство числомъ седмьнадцать тысячь обратило въ бѣгство до рѣки Дуная турскаго визиря Галилъ Бея съ силою полтараста тысячною».
Узкое четырёхгранное иглообразное завершение обелиска стоит на высоком ступенчатом плинте, который служит своеобразным переходом от пьедестала к собственно стреле обелиска. В средней части плинт имеет как бы надетую на него «муфту» из камня другого цвета. Декор «муфты» с четырёх сторон имитирует квадры с длинным продольным «алмазным рустом».
Достоинством памятника являются изысканность и гармоничность колористической гаммы применённого камня. Стилобат и цоколь пьедестала, как и столбики ограды, выполнены из красного (или розового) гранита. Его цвет и фактура создают ощущение монументальности. Для стрелы обелиска и пьедестала характерно чередование мрамора различного цвета и рисунка. Основным материалом стал тёмно-серый (синий) слоистый мрамор, называемый в ряде источников сибирским. С двух противоположных сторон игла обелиска и монолит, использованный в качестве пьедестала, имеют достаточно однородную, почти однотонную структуру мрамора. Другие две грани, которые по композиции являются главными (это стороны памятника, обращённые ко дворцу и прудам), покрыты светлыми, почти белыми прожилками, идущими в вертикальном направлении по всей высоте, от пьедестала до вершины, что только подчёркивает устремлённость монумента ввысь.
Двухступенчатый плинт под иглой обелиска вытесан из красного (либо розового) тивдийского мрамора, насыщенный цвет которого способствует восприятию этого элемента, в рамках композиции, в качестве несущего. Надетая на плинт «муфта» сделана из того же тёмно-серого мрамора, что и остальные части памятника. Этот приём смягчает эффект от чередования цветов и способствует визуальной целостности сооружения. Екатерина II в письме Вольтеру писала о царскосельских воинских мемориалах: «Всё это сделано из прекраснейших мраморов, которым даже итальянцы удивляются. Они достаются с берегов Ладожского озера и из сибирского города Екатеринбурга».
В тени густой угрюмых сосен

Воздвигся памятник простой.

О, сколь он для тебя, кагульский брег, поносен!

И славен родине драгой!
Воспоминаньем упоенный,

С благоговеньем и тоской

Объемлю грозный мрамор твой,

Кагула памятник надменный.
Какие-либо аллегорические украшения — военные трофеи или атрибуты войны — в декоре монумента отсутствуют. О мемориальном значении памятника говорит лишь текст надписи на его пьедестале. Нужный эффект для зрителя достигается за счёт красоты силуэта, правильно подобранных пропорций и удачного цветового решения, связанного с использованием мрамора разного цвета. Кагульский обелиск описывается разными авторами как стройный, лёгкий, строгий, аскетичный, величественный.

## В культуре
В XIX веке обелиск получил дополнительную известность благодаря гравюре Н. И. Уткина, исполненной с портрета В. Л. Боровиковского «Екатерина II на прогулке в Царскосельском парке». Гравюра делалась со второго, более позднего варианта портрета, так как в первой версии 1794 года фоном для фигуры Екатерины служил не Кагульский обелиск, а Чесменская колонна. Более поздняя версия полотна была создана художником по заказу семейства Румянцевых, в связи с чем колонна была заменена на памятник полководческому таланту фельдмаршала П. А. Румянцева.
Известная современникам гравюра Н. И. Уткина с Кагульским обелиском была почти дословно «процитирована» А. С. Пушкиным в сцене встречи с императрицей героини повести «Капитанская дочка»:
«Утро было прекрасное, солнце освещало вершины лип, пожелтевших уже под свежим дыханием осени. Широкое озеро сияло неподвижно. Проснувшиеся лебеди важно выплывали из-под кустов, осеняющих берег. Марья Ивановна пошла около прекрасного луга, где только что поставлен был памятник в честь недавних побед графа Петра Александровича Румянцева. Вдруг белая собачка английской породы залаяла и побежала ей навстречу. Марья Ивановна испугалась и остановилась. В эту самую минуту раздался приятный женский голос».
Кагульский обелиск также упоминается в двух стихотворениях А. С. Пушкина — «Воспоминания в Царском Селе» («Навис покров угрюмой нощи…») и «Элегия» («Воспоминаньем упоенный…»).